# Zeitschrift für die Neutestamentliche Wissenschaft
Le Zeitschrift für die Neutestamentliche Wissenschaft, sous-titré und die Kunde der älteren Kirche (« Journal des études néotestamentaires et de l'Église ancienne »), est une revue académique à comité de lecture créée en 1900 et publiée par Walter de Gruyter. Son objet est l'histoire du christianisme, l'exégèse du Nouveau Testament et le christianisme ancien jusqu’à la période patristique. Les articles sont publiés en allemand, en anglais et en français.
La revue, fondée par Erwin Preuschen (de), paraît deux fois par an, après avoir été trimestrielle. Son rédacteur en chef est Matthias Konradt (de), qui succède à  Michael Wolter (de), Erich Gräßer, Günter Klein (de), Eduard Lohse (de) et Martin Tetz (de).
Le même éditeur publie l'équivalent pour l'Ancien Testament : le Zeitschrift für die Alttestamentliche Wissenschaft (en).